# Народни музеј Топлице
Народни музеј Топлице је регионални народни музеј који је основан 1946. године у Прокупљу и данас је смештен у згради Старе поште, у главној улици, народног хероја Ратка Павловића Ћићка. У његовом склопу се налази археолошка збирка, збирке посвећене Топличком устанку 1917. године и Народноослободилачкој борби током Другог светског рата, етнолошку збирку са градском собом, као и две галерије. Сама зграда у којој се музеј налази је подигнута 1925. године и заштићена је као споменик културе. Народни музеј Топлице се 2009. године укључио у манифестацију Ноћ музеја, са шест пројеката.
Током последњих година, под вођством Музеја су вршена археолошка истраживања на неколико локалитета у Топлици. У јулу 2008. године, откривен су остаци римских терми из III века п. н. е. у порти градске цркве светог Прокопија, а на локалитету Плочник, који припада Винчанској култури, пронађени су трагови који указују да се ту налазио најстарији, до сада пронађени, центар металургије у Европи. Почетком јесени 2009. године, започета је изградња археолошког парка са реконструкцијом неолитског села у Плочнику.

## Прошлост музеја
Музеј је формиран 1948. године и обухватао је збирку оружја, докумената из Другог светског рата. Био је смештен у задужбини доктора Алексе Савића тзв. Савићевцу, који се налази на брду Хисар изнад града, у склопу рушевина Прокупачког утврђења.
Првобитна поставка је 1962. године премештена у данашње просторије, у тзв. Стару пошту, која је подигнута 1925. године, према пројекту архитекте Бранка Таназевића, из 1912. године.
Заједно са премештањем у нове просторије, урађена је нова поставка, под називом „Раднички покрет и НОБ“, која је и данас изложена, са мањим променама. Поставка везана за Топлички устанак, урађена је 1977. године, а нова поставка је направљена 1994. године. Предмети из области етнологије, који су прикупљани од самог оснивања музеја, груписани су од 1986. године у склопу етнолошког одељења. Део ове збирке је представљен у тзв. Градској соби, која представља део сталне музејске поставке. Археолошка поставка у музеју, направљена је 1989. године и обухвата археолошке налазе и њихове фотографије, од праисторијског доба до средњег века.
У склопу музеја, данас постоје две галерије. Једна од њих (Галерија Народног музеја Топлице) се налази у самој згради музеја и направљена је 1978. године, адаптацијом и доградњом музејске зграде, у чему је учествовао Завод за заштиту споменика културе из Ниша, а њена збирка данас обухвата преко 250 уметничких дела. Галерија „Божа Илић“, налази се у градској пешачкој зони, Југ Богдановој улици и формирана је 1996. године, а од 1998. године Музеј је домаћин ликовне колоније „Меморијал Божа Илић“ у склопу које се додељује и награда „Божа Илић“.